# КРАК
КРАК, полное название — «Клуб Рекреативо и Атлетико Каталано» (порт. Clube Recreativo e Atlético Catalano) — бразильский футбольный клуб из города Каталан, штата Гояс.

## История
Клуб основан 13 июля 1931 года, домашние матчи проводит на стадионе «Женервино да Фонсека». Главным достижением КРАК, являются победы в чемпионате штата Гояс в 1967 и 2004 годах. В 2009 клуб выступал в Серии D Бразилии. В 2010 году был вновь включён в число участников турнира из-за отказа «Анаполины».
В 2013 году КРАК должен был вылететь из Серии C как пятая команда с конца турнирной таблицы (в турнире участвовал 21 клуб и было необходимо сократить число участников на следующий сезон до 20). Однако из-за исключения из чемпионата «Бетина» (ныне — «Ипатинга») КРАК сохранил себе место в турнире. В 2014 году КРАК, впрочем, всё равно вылетел в Серию D, заняв 19-е место с 10 набранными очками, причём КБФ лишила команду трёх очков из-за использования незаявленного игрока.

## Достижения
- Чемпион Лиги Гояно (2): 1967, 2004